# Wierchnij Taszbukan
Wierchnij Taszbukan (ros. Верхний Ташбукан) – wieś (dieriewnia) w Rosji, w Baszkortostanie, w rejonie gafurijskim. W 2010 liczyła 55 mieszkańców.